# پونتا د واکاس
پونتا د واکاس (به اسپانیایی: Punta de Vacas) یک منطقهٔ مسکونی در آرژانتین است که در بخش لاس هراس واقع شده‌است. پونتا د واکاس ۴۷ نفر جمعیت دارد و ۲٬۹۸۰ متر بالاتر از سطح دریا واقع شده‌است.